# Filmhuis Den Haag

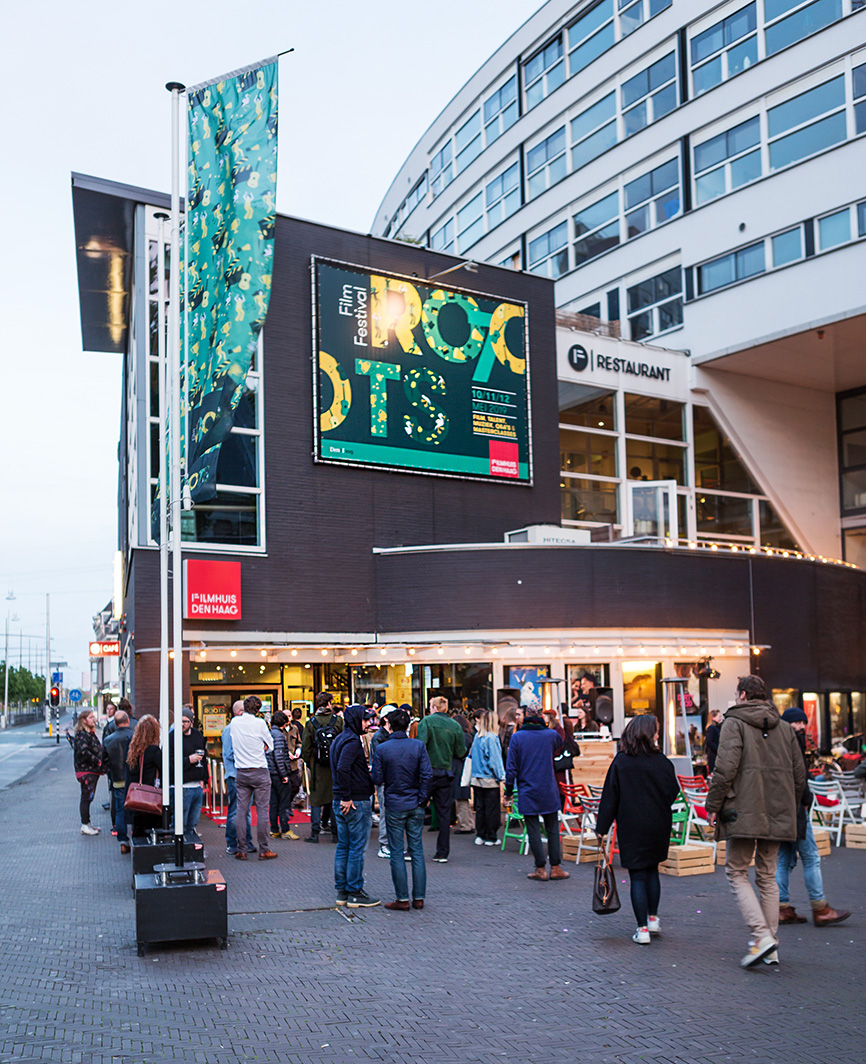
Vooraanzicht Filmhuis aan het Spui

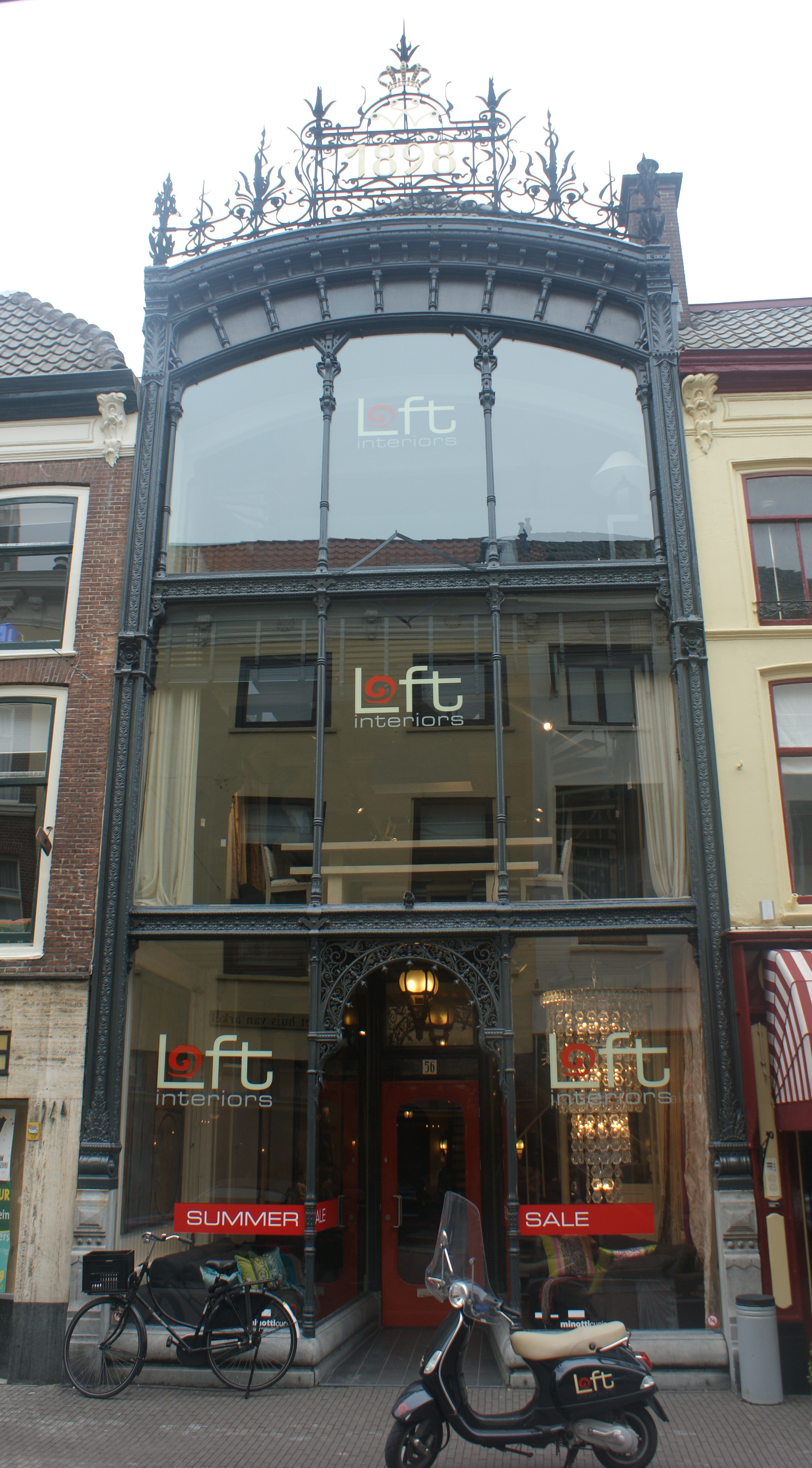
Filmhuis Den Haag
Denneweg 56

Filmhuis Den Haag is een filmhuis in het centrum van Den Haag. Deze niet-commerciële bioscoop is in 1981 opgericht en gevestigd aan het Spui. Sinds 2012 heeft het filmhuis ook een zaal in Theater Dakota, in het Haagse stadsdeel Escamp. Sinds oktober 2012 nemen beide vestigingen deel aan Cineville. Het Filmhuis kreeg twee keer een Europese prijs. In 2015 de European Cinema Award for Best Programming en in 2022 kreeg voormalig directeur Géke Roelink de UNIC Achievment Award van de Europese Unie van Bioscopen.

## Geschiedenis
De gemeenteraad richtte in 1975 de Haagse Filmstichting op, voor de voorbereidingen van een filmhuis in Den Haag. Tot het filmhuis klaar was kon men voor de films naar het Kijkhuis aan het Noordeinde 140.
In 1980 verwierf de gemeente het gebouw van de voormalige hofleverancier Smeden en IJzerwaren E. Beekman & ZN. aan de Denneweg 56. Architect Sjoerd Schamhart restaureerde en bouwde het pand om tot een filmtheater met 2 filmzalen, een foyer, een bibliotheek en een ruimte voor filmworkshops. Op 2 september 1981 werd Cinematheek Haags Filmhuis geopend. De filmstichting beschikte over een fonds, waaruit filmmakers subsidie konden aanvragen voor hun werk in de workshop of daarbuiten. De film van Paul Driessen, Ter Land Ter Zee En In De Lucht, is mede door dit fonds gefinancierd. Vanaf 1987 organiseert Filmhuis Den Haag landelijke roulerende programma's zoals Film & Architectuur, Film & Fashion, Film & Muziek en Film & Geschiedenis.
In 1991 verhuisde Filmhuis Den Haag naar het Spui en zat samen met het World Wide Video Festival en Stroom/hbck in een nieuw gebouw van de architect Herman Hertzberger. Het World Wide Video Festival verhuisde in 1997 naar Amsterdam en het filmhuis kreeg de beschikking over de vrijgekomen ruimte. In 2006 verwierf het Filmhuis de vrijgekomen ruimte van Stroom dat eerder naar de Hogewal verhuisde. Na de laatste verbouwing beschikt het filmhuis over een filmcafé, 6 filmzalen met, in totaal 332 stoelen, en 2 multifunctionele zalen en een bibliotheek/archief. In 2002 veranderde Cinematheek Haags Filmhuis in de naam Filmhuis Den Haag. In 2012 opent het filmhuis een zaal in Theater Dakota, in het Haagse stadsdeel Escamp.

## Programmering
Naast de reguliere programmering met premières en prolongaties zijn er regelmatig speciale programma's, festivals, evenementen en kleine exposities. De tentoonstelling The Sound of Cinema is de eerste tentoonstelling die ook online te zien (en horen) is. Het programma Nino Rota, Filmcomponist dat in 2011 in 17 filmtheaters door heel het land rouleert, is door Filmhuis Den Haag bedacht. Ter gelegenheid van Rota's honderdste geboortedag werden films als The Godfather, Romeo en Julia en La dolce vita vertoond.
Jaarlijks vindt in Filmhuis Den Haag het Movies that Matter Festival plaats, een initiatief van Amnesty International. Dit is een internationaal film- en debatfestival over mensenrecht en vrede. Het festival kenmerkt zich met een speciaal verdiepingsprogramma waarbij het publiek in gesprek kan gaan met mensenrechtenactivisten, filmmakers, politici en journalisten.
Ook organiseert Filmhuis Den Haag het jaarlijkse ROOTS Film Festival waarin films van Haagse makers worden getoond.

In Filmhuis den Haag wordt film ingezet om allerhande onderwerpen te agenderen in debatten, lezingen en speciale bijeenkomsten. In 2020 werd bijvoorbeeld minister Sigrid Kaag aan de hand van filmfragmenten geïnterviewd over vrouwen in de politiek.
Het filmhuis fungeert als 'filmeducatiehub' in Zuid-Holland en besteedt aandacht aan beeldcultuur en beeldgeletterdheid. Voor deze programmering wordt samengewerkt met talloze individuen, organisaties en (culturele) instellingen zoals Nieuwspoort, de Koninklijke Academie van Beeldende Kunsten, Todaysart en Het Stroom in Den Haag.

## Bron
- Gilissen, Miriam, Erik Daams, Leendert de Jong, Mieke van Oorschot (november 2006). 25 jaar Filmhuis 1981-2006. DeltaHage, Den Haag, pp. 44. Geraadpleegd op 19 april 2012.

https://www.hollandfilmnieuws.nl/nieuwscategorieen/cast/geke-roelink-krijgt-unic-achievement-award/